# Bangka (Sprache)
Bangka ist eine auf der Insel Bangka vor Sumatra gesprochene Sprache. Sie gehört zu den malayo-polynesischen Sprachen innerhalb der austronesischen Sprachen.
Dialekte sind Mentok, Belinyu, Sungailiat, Koba und Toboali.